# Fågelmyrtjärnen (Malå socken, Lappland)
Fågelmyrtjärnen är en sjö i Malå kommun i Lappland och ingår i Skellefteälvens huvudavrinningsområde.